# Olpād
Olpād är en ort i Indien.   Den ligger i distriktet Sūrat och delstaten Gujarat, i den västra delen av landet, 900 km sydväst om huvudstaden New Delhi. Olpād ligger 10 meter över havet och antalet invånare är 14 091.
Terrängen runt Olpād är mycket platt. Runt Olpād är det mycket tätbefolkat, med 1 266 invånare per kvadratkilometer. Närmaste större samhälle är Surat, 17,6 km sydost om Olpād. Trakten runt Olpād består till största delen av jordbruksmark.